# Duilio Marcante
Duilio Marcante (Genova, 15 ottobre 1914 – Genova, 8 novembre 1985), considerato il "padre" della didattica subacquea italiana, è stato un subacqueo italiano.
Considerato il padre della didattica subacquea italiana , a lui, assieme a Luigi Ferraro, si deve la nascita nel 1948 del metodo didattico italiano, mirato all'avvicinamento alla subacquea, sviluppatosi poi fin dal 1957 nei corsi della Federazione Italiana Pesca Sportiva ed Attività Subacquee (FIPSAS).

## Biografia
Prima della Seconda guerra mondiale Marcante, assieme ad altre persone, come Egidio Cressi (che sarebbe stato il fondatore della Cressi Sub), Luigi Ferraro (militare) (fondatore poi della Technisub), Ludovico Mares (fondatore della Mares), si dedicò allo sviluppo delle prime strumentazioni per la subacquea.
Durante la guerra, l'attività di Cressi e di Marcante subisce un notevole rallentamento, ma, nonostante questo, nel 1943 viene fondata la Cressi Sub nell'entroterra ligure, dove anche Marcante si trasferisce per contribuire alla produzione delle attrezzature. Dario Gonzatti crea in questi primi laboratori il prototipo sportivo dell'autorespiratore ad ossigeno (ARO) sulla base dello stesso respiratore usato dalla Marina militare italiana. Si aggiunge al gruppo Luigi Ferraro, conosciuto durante una battuta di pesca subacquea.
Quando Dario Gonzatti muore durante un'immersione nel 1947, Duilio Marcante  coinvolge Giacomino Costa e spinge per la posa di una statua di Cristo sul fondale marino; il 22 agosto 1954 la statua del Cristo degli abissi viene posta nella baia di fronte a San Fruttuoso, vicino a Camogli.
Il 15 maggio 1948 nasce l'Unione Sportivi Subacquei, (USS), la prima associazione italiana di questo tipo. Nel 1949 la Federazione Italiana Pesca Sportiva (ora FIPSAS) assorbe l'associazione, pur lasciando libertà organizzativa a Ferraro e amici e spingendo in modo insperato lo sviluppo della didattica propedeutica alla disciplina.
Nel 1954 l'USS si scioglie, dando vita a svariate associazioni a carattere locale; Marcante assume l'incarico di organizzatore e istruttore del neonato Centro Subacqueo Mediterraneo di Nervi, mantenendo sempre la sua totale autonomia.
Nel 1959 nasce infine la Confederazione Mondiale delle Attività Subacquee (CMAS), adottando la didattica sviluppata fino ad allora.
Negli anni seguenti Marcante continua a perfezionare i programmi didattici delle varie organizzazioni sportive, istruendo anche Carabinieri, Guardie di Finanza, Vigili del Fuoco, militari e anche semplici appassionati.

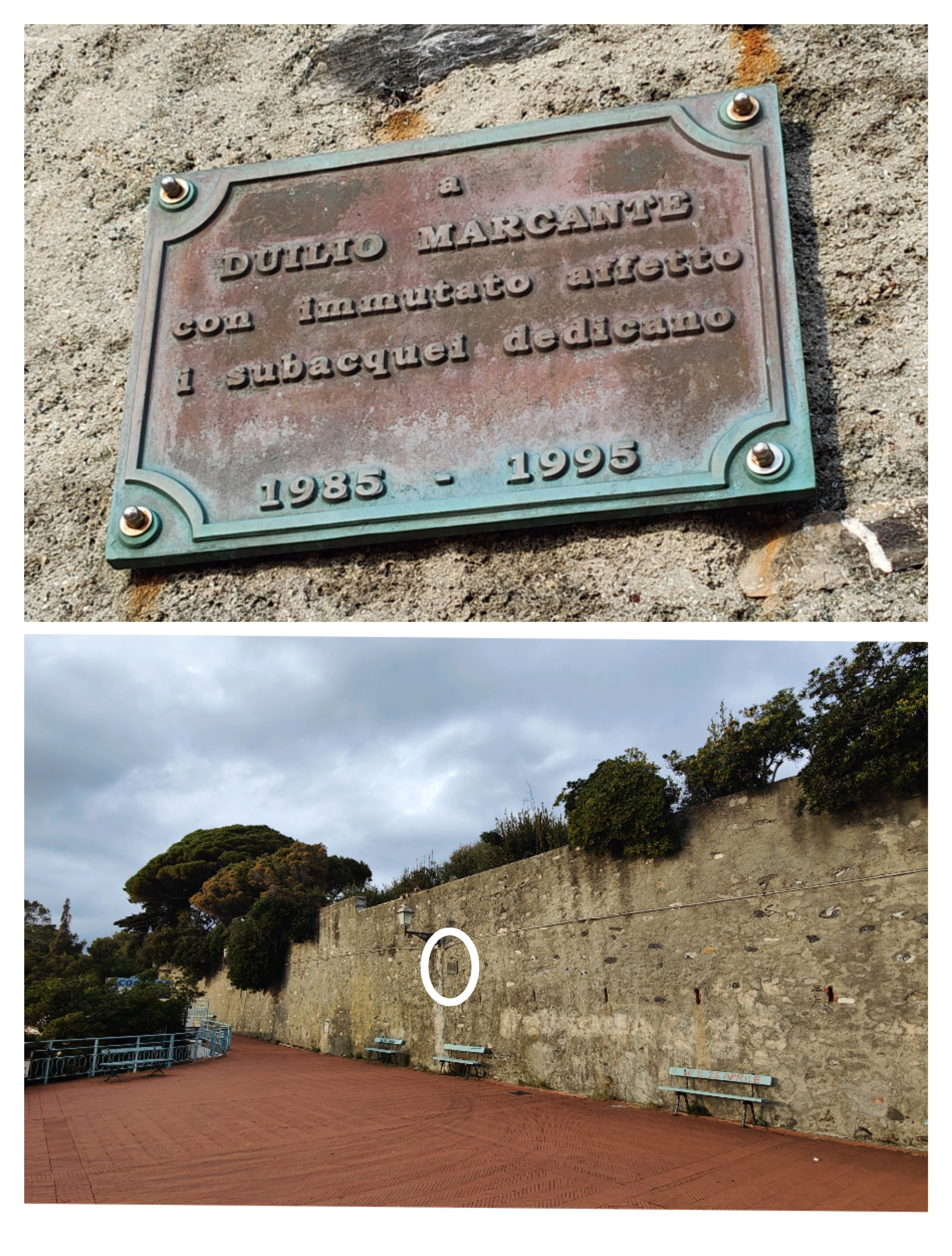
Targa del 1995 dedicata a Duilio Marcante sulla passeggiata di Genova Nervi. Si trova (cerchio) a 432 metri in linea d'aria dalla Torre Gropallo in direzione levante

Fra i suoi discepoli si può ricordare Vittorio Casini.

## La manovra di Marcante-Odaglia
Da Duilio Marcante, e dal pioniere della medicina subacquea italiana, dott. Giorgio Odaglia, prende il nome la manovra di Marcante-Odaglia, che sfrutta sia il movimento che la pressione per compensare in modo forzato l'orecchio medio ed evitare danni durante l'immersione subacquea.

## Riconoscimenti e premi
- 1964 Tridente D'Oro di Ustica[6]
- 1999  Award alla Memoria della Historical Diving Society Italia, HDS Italia[7]